# Comtat de Grignon
El comtat de Grignon fou una efímera jurisdicció feudal de Borgonya creada per Hug II de Borgonya el Pacífic (duc el 1103) per al seu setè fill Ramon de Borgonya (nascut el 1125) a qui va donar el comtat i la senyoria de Vitteaux el 1143.
Ramon va morir el 28 de juny de 1157 amb uns 30 anys. Es va casar el 1140 amb Agnès de Thiern senyora de Monpensier (filla de Guiu de Thiern senyor de Montpensier) i fou senyor de Montpensior de iuris uxoris. La seva esposa es va casar després (1160) amb Humbert IV senyor de Beaujeu. Ramon de Borgonya va tenir dos fills: Hug (que va morir el 1156 o abans, premorint el pare) i Matilde (+ 17 de desembre de 1219) que va succeir el pare com a comte de Grignon i senyora de Vitteaux, i la seva mare com a senyora de Montpensier; es va casar amb Eudes IV d'Issoudun (+1167); després en un segon matrimoni amb el comte Guiu I de Nevers, d'Auxerre i de Tonnerre fou comtessa de Tonnerre; encara es va casar dues vegades més, amb Pere de Flandes (el 1176) i amb Robert II de Dreux (vers 1177/1180 però aquest darrer fou anul·lat per consanguinitat, després de la qual cosa es va fer monja). Eudes i Matilde foren pares d'Eudes V (+1199) que hauria hagut d'heretar Grignon i Vitteaux de la seva mare, però aquests dominis i altres foren confiscats pel duc de Borgonya molts anys abans de la mort de Matilde.